# Кестенявокоремно тити
Кестенявокоремното тити (Callicebus caligatus) е вид бозайник от семейство Сакови (Pitheciidae).

## Разпространение
Видът е разпространен в Бразилия.